# Исчезновение Аши Дегри
Аша Джакилла Дегри (англ. Asha Jaquilla Degree; род. 5 августа 1990 г.) пропала в возрасте 9 лет из Шелби, штат Северная Каролина, США. Ранним утром 14 февраля 2000 года по невыясненным причинам она упаковала рюкзак, покинула дом своей семьи и двинулась по направлению к югу вдоль Шоссе 18, несмотря на плохие погодные условия. Она была замечена несколькими проезжающими автомобилистами: один из них попытался подойти к ней, но она убежала в соседнюю лесистую местность. С тех пор ее никто не видел.
Интенсивный поиск, начавшийся в тот день, привел к обнаружению некоторых ее личных вещей недалеко от того места, где ее видели в последний раз. Полтора года спустя ее рюкзак с книгами, все еще упакованный, обнаружили на строительной площадке вдоль шоссе 18 к северу от Шелби в Моргантоне. В том месте, где Аша убежала в лес, теперь стоит рекламный щит с просьбой найти ее. Ее семья проводит ежегодную процессию от дома до рекламного щита, чтобы привлечь внимание к делу.
В то время как обстоятельства исчезновения Дегри сначала, казалось, предполагали, что она убежала из дома, следователи не могли найти четкую причину, по которой она могла бы это сделать, и она была моложе, чем большинство детей, которые совершают побеги. Вместо этого, следователи предположили, что она была похищена. Дело привлекло внимание национальных СМИ. В 2015 году Федеральное бюро расследований (ФБР) присоединилось к властям штатов и графств в возобновленном расследовании, предложив вознаграждение за информацию, которая может помочь раскрыть дело.

## Семья
Гарольд и Айкилла Дегри поженились в День святого Валентина в 1988 году. Их сын О'Брайант родился годом позже, а их дочь Аша родилась в 1990 году. Дегри проживали с обоими детьми в доме на Оккрест-Драйв к северу от Шелби, штат Северная Каролина, на западном краю столичного района Шарлотт. Оба работали поблизости. Их дети самостоятельно возвращались домой после школы, занимаясь домашней работой вплоть до возвращения родителей с работы.
Родители позаботились о том, чтобы их дети были изолированы от внешнего влияния и их жизнь была сконцентрирована вокруг семьи, школы и церкви. Дегри не имели компьютера в доме. «Каждый раз, когда я включала телевизор, там показывали сюжет про какого-нибудь педофила, познакомившегося с ребенком через интернет», - вспоминает Айкилла в интервью Jet 2013 года. Айкилла сказала, что Ашу устраивал образ ее жизни; она была осторожна, застенчива и довольна тем, что оставалась в пределах, установленных ее родителями. «Она очень сильно боялась собак», - вспоминала она годы спустя. «Я никогда не думала, что она убежит из дома".
Аша училась в четвертом классе в соседней начальной школе Фоллстона, и на второй неделе февраля уехала на трехдневные выходные. Школы округа Кливленд были закрыты в пятницу, 11 февраля, в то время как родителям еще приходилось работать; дети провели день в доме своей тети в том же районе где они проживали, откуда они пошли на занятия по баскетболу для молодежи в своей школе. На следующий день баскетбольная команда Аши, в которой она была звездным разыгрывающим, проиграла свою первую игру в сезоне. Аша совершила несколько ошибок. Ее родители вспомнили, что она была  расстроена из-за этого, потом плакала вместе со своими товарищами по команде, но, похоже, смирилась с этим и потом наблюдала за игрой своего брата.

## Исчезновение
13 февраля, в воскресенье, дети пошли в церковь из дома тети, а затем вернулись домой. Около 8 часов вечера  оба ребенка легли спать в комнате, в которой они жили. Почти через час в окрестностях отключилось электричество после автомобильной аварии. Электричество вернулось в 00:30, когда Гарольд проверил своих детей и увидел, как Аша и О'Брайант спят в своих кроватях. Он проверил еще раз незадолго до того, как он лег спать в 2:30 14 февраля, и снова увидел их обоих на своих местах.
Вскоре после этого О'Брайант, которому тогда исполнилось 10 лет, вспоминает, как слышал скрип кровати Аши. Он больше не поднимался, полагая, что она просто ворочается. Видимо, примерно в это время Аша встала с кровати, взяла рюкзак с книгами, который она предварительно упаковала, несколькими наборами одежды и личных вещей, и вышла из дома. Между 3:45 и 4:15 утра водитель грузовика и автомобилист увидели, как она идет на юг по шоссе 18 в белой футболке с длинными рукавами и белых брюках к северу от перекрестка с шоссе 180.  Они сообщили об этом в полицию после просмотра телерепортажа о ее исчезновении. Автомобилист сказал, что он развернул свою машину, потому что он думал, что «странно, что такой маленький ребенок идет в одиночестве в этот час». Он увидел, как Аша бежит в лес по обочине дороги и исчезает. Это была дождливая ночь, и свидетель сказал, что когда он увидел ее, был "бушующий шторм". Шериф округа Дэн Кроуфорд сказал: «Мы уверены, что это была она, потому что описания, которые они дали, соответствуют тому, что мы знаем о ее одежде». Он добавил, что они также видели ее в том же месте.
Айкилла проснулась в 5:45 утра, чтобы подготовить детей к школе. Утром 14 февраля, важного дня, потому что это был не только День святого Валентина, но и годовщина свадьбы Дегри, она должна была приготовить ванну. Когда она открыла детскую комнату, чтобы разбудить их до их будильника в 6:30 и вызвать их в ванную, О'Брайант был в своей постели, а Аша - нет. Айкилла не смогла найти ее ни в доме, ни в автомобиле семьи. Она сказала Гарольду, что не может найти их дочь. Он предположил, что Аша могла перейти к дому его матери через улицу, но когда Айкилла позвонила туда, ее свекровь сказала, что Аши там нет. «Именно тогда я запаниковала. Я услышала соседнюю машину ... Я надела ботинки и выбежала на улицу». Айкилла позвонила своей матери, которая сказала ей позвонить в полицию.

## Поиск
К 6:40 утра первые полицейские прибыли на место происшествия. Полицейские собаки, взятые на место происшествия, не могли уловить запах Аши. Айкилла прошла через район, выкрикивая имя Аши, которое, по ее словам, разбудило всех к 7 часам утра.  Друзья, семья и соседи отменили свои планы на день, чтобы помочь полиции в обыске окрестностей, в то время как пастор их церкви вместе с другими священнослужителями приходил в дом к Дегри, чтобы поддержать их. К концу дня была найдена только варежка, которая, по словам Айкиллы Дегри, не принадлежала ее дочери, поскольку она обнаружила, что из дома не было взято никакой зимней одежды.
15 февраля были найдены фантики в сарае местного хозяйства около шоссе рядом с тем местом, где Аша была замечена убегающей в лес. Вместе с фантиками были найдены карандаш, маркер и бант в форме ушей Микки Мауса, которые были определены как личные вещи Аши. Это был единственный ее след, найденный во время первоначального обыска. 16 февраля Айкилла поняла, что в спальне Аши отсутствует ее любимая одежда, в том числе пара синих джинсов с красной полосой. Неделю спустя, после того, как 9 000 часов были потрачены на поиск в радиусе 2–3 миль (3,2–4,8 км) от того места, где она в последний раз была замечена, а листовки разошлись по всему району, обыск был отменен. Шериф округа Дэн Кроуфорд призвал СМИ поддержать историю.

## Новое расследование
На пресс-конференции 22 февраля Кроуфорд сказал, что он уже продумал план действий с поиском Аши. И ФБР, и Государственное бюро расследований Северной Каролины вмешались и поместили ее в свои базы данных пропавших детей. В то время как полиция закончила поиск в районе ее дома и последнего маршрута, Кроуфорд наставил, что они следят за всем.
Из рассказа Айкиллы о том, что Аша взяла с собой, следователи считают, что она планировала побег и подготовилась к этому за несколько дней до ее исчезновения. «Ее ситуация не похожа на обычный побег», - заметил агент Бюро Расследований Штата Барт Бурпо. Другой эксперт, Бен Эрмини из Национального центра пропавших и эксплуатируемых детей, отметил, что большинству убегающих детей по меньшей мере 12 лет. Агент ФБР также указал на отсутствие проблемы, от которой она могла бы убежать, например, неблагополучной семьи или плохой успеваемости. Тем не менее, следователи полагали, что это было наиболее вероятным объяснением ее исчезновения, но по какой-то причине она либо сбилась с пути, либо была похищена.
Внимание СМИ стало огромным. Через месяц после исчезновения Аши, семья Дегри появилась на шоу Монтела Уильямса, чтобы привлечь внимание к делу. "America`s Most Wanted" и Шоу Опры Уинфри также посвятили ей эпизоды передач.
3 августа 2001 года во время строительства на шоссе 18 в округе Берк, недалеко от Моргантона, примерно в 26 милях (42 км) к северу от Шелби, был обнаружен рюкзак Аши. Он был завернут в пластиковый пакет. Работник, который нашел его, сказал, что в сумке была бумажка с именем Аши и номер телефона. ФБР отвезло его в свою штаб-квартиру для дальнейшего судебного анализа; результаты этого тестирования не были обнародованы. На сегодняшний день это последние улики, найденные по делу. В 20-ю годовщину исчезновения Аши ФБР подтвердило, что в книжном пакете была книга доктора Сьюза МакЭллиго и футболка с изображением группы New Kids on the Block. Ни один из них, казалось, не был ее собственностью, пока они не были найдены в ее сумке; книга была из библиотеки в ее начальной школе.
Более поздние поиски оказались тупиковыми. В 2004 году, по наводке, полученной от заключенного в окружной тюрьме, были проведены раскопки указанного места, но там оказались лишь кости животных.
Семья Дегри приняла меры, чтобы сохранить память Аши и дела среди общественности. В 2008 году они учредили стипендию на ее имя для местных студентов. Они проводят ежегодную процессию для повышения осведомленности и финансирования своих поисков. Процессия начинается у их дома и заканчивается у рекламного щита, посвященного Аше, вдоль шоссе 18, возле того места, где ее видели в последний раз. Первоначально он был проведен 14 февраля, но был изменен на 7 февраля 2015 года и 6 февраля 2016 года, так как Гарольд и Айкилла сочли несправедливым для участников сделать День святого Валентина мрачным событием.Снимки Аши, как реальные, так и моделирующие ее лицо в более поздние годы, созданные следователями для помощи в поиске, все еще украшают дом семьи Дегри. «Я до сих пор ожидаю, что она войдет в дверь», - говорит Айкилла.
В 2013 году Айкилла Дегри пожаловалась на то, что исчезновение ее дочери не привлекало к себе столько внимания СМИ, как некоторые последующие случаи пропажи детей. Она верила, что это потому, что Аша принадлежала к другой расе. «Пропавшие белые дети получают больше внимания. Я не понимаю, почему», сказала она. «Я знаю, если вы спросите их, они скажут, что это не расизм. О, правда? Я не собираюсь спорить, потому что у меня есть здравый смысл».
В феврале 2015 года ФБР объявило, что агенты ФБР, следователи из офиса шерифа округа Кливленд и сотрудники Бюро Расследований Штата пересматривают дело и допрашивают свидетелей. Они также объявили о вознаграждении до 25 000 долларов за «информацию, которая приведет к аресту и осуждению лица или лиц, ответственных за ее исчезновение». Общественная группа энтузиастов предлагает дополнительное вознаграждение в размере 20 000 долларов.
15 месяцев спустя, в мае 2016 года, ФБР объявило что их повторное расследование дела обернулось возможной новой зацепкой. Они рассказали, что Аша, возможно, была замечена в темно-зеленом «Линкольн Континенталь Марк IV» начала 1970-х годов или, возможно, в «Форд-Тандерберд» той же эпохи на шоссе 18, рядом с которым ее в последний раз видели в ту ночь.
В сентябре 2017 года ФБР объявило, что Центр Расследований Похищений Детей (CARD) находится в округе Кливленд, чтобы помочь в расследовании и «предоставить на местах следственный, технический, поведенческий анализ и аналитическую поддержку, чтобы узнать больше о том, что случилось с Ашей ". Команда работала вместе с сотрудниками ФБР, следователями в офисе шерифа округа Кливленд и агентами Бюро расследований штата Северная Каролина в течение десяти дней. Агентства также встречаются «несколько раз в месяц, чтобы узнать последние новости о расследовании». С сентября 2017 года местные работники и следователи провели около 300 опросов.
В октябре 2018 года детективы из офиса шерифа округа Кливленд обратились к общественности за информацией о двух предметах, которые были обнаружены в рюкзаке Аши Дегри: детская книга доктора Сьюза, которая была заимствована из библиотеки средней школы Фоллстона в начале 2000, и концертная футболка New Kids on the Block. Следователь сказал, что эти пункты «имеют решающее значение для раскрытия дела".